# Euchirus dupontianus
|  | Dieser Artikel wurde aufgrund von formalen oder inhaltlichen Mängeln in der Qualitätssicherung Biologie zur Verbesserung eingetragen. Dies geschieht, um die Qualität der Biologie-Artikel auf ein akzeptables Niveau zu bringen. Bitte hilf mit, diesen Artikel zu verbessern! Artikel, die nicht signifikant verbessert werden, können gegebenenfalls gelöscht werden. Lies dazu auch die näheren Informationen in den Mindestanforderungen an Biologie-Artikel. |

Euchirus dupontianus ist ein Käfer der Gattung Euchirus aus der Familie der Blatthornkäfer (Scarabaeidae). Er ist auf den Philippinen heimisch und wurde 1841 durch Hermann Burmeister erstmals beschrieben.

## Aussehen
Die Antennen von Euchirus dupontianus sind sehr kurz und dunkel. Das Ende der Antennen ist leicht golden. Euchirus dupontianus hat einen kleinen Kopf mit einer flachen Stirn und großen, runden Augen. Halsschild und Schildchen sind matt-schimmernd und dunkel. Auf den großen Elytren sind jeweils drei schwarze und zwei hellbraun bis kastanienbraune, breite Streifen. Die Beine sind schwarz und glänzen. Die Männchen von Euchirus dupontianus, welche übrigens größer als die Weibchen sind, besitzen lange, gebogene Vorderbeine, die im Kampf gegen andere Männchen dienen.

## Verbreitung
Diese Spezies kommt auf den philippinischen Inseln Luzon, Mindoro, Marinduque, Dinagat, Catanduanes, Samar und Mindanao vor.

## Erstbeschreibung
Die Art ist nach dem französischen Entomologen und Käfersammler Henry Dupont benannt, der Hermann Burmeister viele Exemplare aus seiner Sammlung zur Erstbeschreibung überließ. Burmeister verglich in seiner Erstbeschreibung Euchirus dupontianus mit Euchirus longimanus aus Indonesien, der schon 1758 von Carl von Linné beschrieben worden war.